# Cracídeos
Cracídeos (Cracidae) é uma família da ordem Craciformes que inclui as aves conhecidas popularmente no Brasil como mutum (gêneros Crax, Mitu e Oreophasis), jacu (gêneros Penelope e Pipile) e aracuã (gênero Ortalis). O grupo habita, sobretudo, as zonas tropicais e subtropicais da América do Sul, América Central e América do Norte até ao México; a espécie Ortalis vetula, no entanto, chega a incluir, em sua área de distribuição, o estado americano do Texas. Mutum (do tupi mi'tu) é a designação comum às aves galiformes da família dos cracídeos, florestais, dos gêneros Crax e Mitu, sendo várias espécies dessas aves ameaçadas de extinção. Tais animais possuem uma plumagem geralmente negra, com topete com penas encrespadas ou lisas e bico com cores vivas.
Assemelham-se morfologicamente aos seus parentes distantes, os faisões e perdizes europeias e asiáticas (pertencendo, tal como estes, à ordem dos Galliformes), diferindo deles, no entanto, pelo fato de preferirem habitat florestais aos campestres, nidificarem em árvores, e não no chão, e terem uma alimentação mais frugívora do que granívora. Segundo a classificação de Sibley & Monroe, os cracídeos estariam estreitamente  aparentados aos megapodídeos da Oceania e Sul da Ásia, formando com eles uma ordem separada, a dos Craciformes; diferentemente dos seus parentes próximos, no entanto, não possuem a prática da incubação em montes de terra e material orgânico decomposto.
Todas são espécies cinegéticas e algumas em vias de extinção.

## Classificação
A classificação da família Cracidae sofreu algumas mudanças, tanto devido à proposta de uma ordem própria, a Craciformes (Taxonomia de Sibley-Ahlquist), juntamente com a família Megapodiidae, como pelas propostas de subdivisão, ou seja, as subfamílias. Vaurie (1968) reconhecia três divisões principais dentro da família, baseado em critérios morfológicos: tribo Penelopini, tribo Cracini e tribo Oreophasini. Delacour e Amadon (1973) considerou que o gênero Oreophasis pertencia ao grupo Penelope-Ortalis, e reconheceu apenas dois grupos: a) os mutuns, e b) o restante das espécie. Del Hoyo (1994) reconheceu duas subfamílias: Cracinae com quatro gêneros e Penelopinae, com o restante dos gêneros. Recentes estudos filogenéticos (Pereira et al., 2002; Crowe et al., 2006; e Hoeflich et al., 2007) tem sugerido que a família Cracidae se divide em dois grandes grupos: (i) Oreophasis (extralimital), Pauxi, Mitu, Nothocrax e Crax, e (ii) Chamaepetes, Penelopina (extralimital), Penelope e Pipile/Aburria. A posição do Ortalis em um ou outro grupo é controversa. Os estudos moleculares mostram relações com os mutuns: entretanto, os estudos morfológicos e comportamentais mostram correlação com os Penelopinae. Os nomes populares das espécies que ocorrem no Brasil estão padronizadas com o Comitê Brasileiro de Registros Ornitológicos (CBRO).
Subfamília Penelopinae
- Gênero Chamaepetes Wagler, 1832
  - Chamaepetes unicolor Salvin, 1867
  - Chamaepetes goudotii (Lesson, 1828)
- Gênero Penelopina Reichenbach, 1861
  - Penelopina nigra (Fraser, 1852)
- Gênero Penelope Merrem, 1786
  - Penelope argyrotis (Bonaparte, 1856)
  - Penelope barbata Chapman, 1921
  - Penelope ortoni Salvin, 1874
  - Penelope montagnii (Bonaparte, 1856)
  - Penelope marail (Statius Müller, 1776) - Jacumirim
  - Penelope superciliaris Temminck, 1815 - Jacupemba
  - Penelope dabbenei Hellmayr e Conover, 1942
  - Penelope purpurascens Wagler, 1830
  - Penelope perspicax Bangs, 1911
  - Penelope albipennis Taczanowski, 1878
  - Penelope jacquacu Spix, 1825 - Jacu-de-spix
  - Penelope obscura Temminck, 1815 - Jacuguaçu
  - Penelope pileata Wagler, 1830 - Jacupiranga
  - Penelope ochrogaster Pelzeln, 1870 - Jacu-de-barriga-castanha
  - Penelope jacucaca Spix, 1825 - Jacucaca
- Aracuã-do-pantanal (Ortalis canicollis)Gênero Pipile[4] Bonaparte, 1856
  - Pipile pipile (Jacquin, 1784)

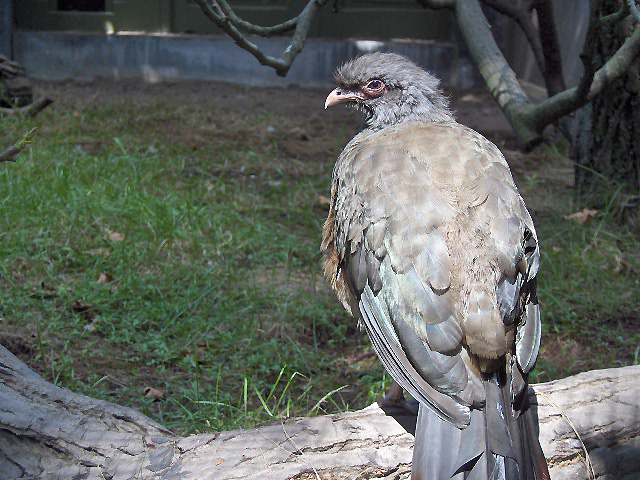
Aracuã-do-pantanal (Ortalis canicollis)

  - Pipile cumanensis (Jacquin, 1784) - Jacutinga-de-garganta-azul
  - Pipile cujubi (Pelzeln, 1858) - Cujubi
  - Pipile jacutinga (Spix, 1825) - Jacutinga
- Gênero Aburria Reichenbach, 1853
  - Aburria aburri (Lesson, 1828)

- Gênero Oreophasis[5] G. R. Gray, 1844
  - Oreophasis derbianus G. R. Gray, 1844 - Mutum-cornudo
- Gênero Ortalis[6] Merrem, 1786
  - Ortalis vetula (Wagler, 1830)
  - Ortalis cinereiceps G. R. Gray, 1867
  - Ortalis garrula (Humboldt, 1805)
  - Ortalis ruficauda Jardine, 1847
  - Ortalis erythroptera Sclater e Salvin, 1870
  - Ortalis wagleri G. R. Gray, 1867
  - Ortalis poliocephala (Wagler, 1830)
  - Ortalis canicollis (Wagler, 1830) - Aracuã-do-pantanal
  - Ortalis leucogastra (Gould, 1843)
  - Ortalis guttata (Spix, 1825) - Aracuã-comum
  - Ortalis motmot (Linnaeus, 1766) - Aracuã-pequeno
  - Ortalis superciliaris G. R. Gray, 1867 - Aracuã-de-sobrancelhas

Subfamília Cracinae
- Gênero Nothocrax Burmeister, 1856
  - Nothocrax urumutum (Spix, 1825) - Urumutum
- Gênero Crax Linnaeus, 1758
  - Crax rubra Linnaeus, 1758 - Mutum-grande
  - Crax alberti Fraser, 1852
  - Crax daubentoni G. R. Gray, 1867
  - Crax alector Linnaeus, 1766 - Mutum-poranga
  - Crax globulosa Spix, 1825 - Mutum-de-fava
  - Crax fasciolata Spix, 1825 - Mutum-de-penacho
  - Crax blumenbachii Spix, 1825 - Mutum-de-bico-vermelho
- Gênero Mitu Lesson, 1831
  - Mitu salvini Reinhardt, 1879
- Gênero Pauxi Temminck, 1813
  - Pauxi pauxi (Linnaeus, 1766)
  - Pauxi unicornis Bond e Meyer de Schauensee, 1939
  - Pauxi tuberosa (Spix, 1825) - Mutum-cavalo
  - Pauxi tomentosa (Spix, 1825) - Mutum-do-norte
  - Pauxi mitu (Linnaeus, 1766) - Mutum-do-nordeste

## Nomes vulgares de algumas espécies
- mutum-do-nordeste
- mutum-do-sudeste
- mutum-de-penacho
- mutum-cavalo